# Microascus brevicaulis
Espèce
Synonymes
- Penicillium brevicaule Sacc., (1886)
- Scopulariopsis brevicaulis (Sacc.) Bainier, (1907)

Microascus brevicaulis est une espèce de microchampignons ascomycètes,. 
Microascus brevicaulis est la forme téléomorphe de Scopulariopsis brevicaulis.
Il est présent dans le monde entier en tant que saprotrophe dans le sol, un agent commun de biodétérioration, un pathogène végétal irrégulier et un agent occasionnel d'infection des ongles chez l'homme, .

## Nom
La plupart des articles sur ce champignon dans la littérature scientifique et médicale font référence au champignon en utilisant le nom de sa forme asexuée, ou anamorphe, Scopulariopsis brevicaulis. Cependant, une forme sexuée (téléomorphe) nommée Microascus brevicaulis a été décrite en 2015.  Dans le cadre de la révision du Code international de nomenclature pour les algues, les champignons et les plantes, tel qu'articulé dans le code de Melbourne en 2011 et code de Shenzhen 2018, on ne sait toujours pas quel nom ce champignon prendra finalement. Jusqu'à clarification supplémentaire, les noms Microascus brevicaulis, Scopulariopsis brevicaulis et S. brevicaulis  coexistent. 

## Pathogénicité chez l'homme
Microascus brevicaulis a généralement été associé à des infections localisées à la surface de la peau des patients. Bien que ce champignon soit responsable de plusieurs maladies cutanées, il n'est pas considéré comme un pathogène habituel. Il est cependant classé comme une moisissure dermatomycosique connue pour provoquer une onychomycose,. Il s'agit de la maladie la plus répandue affectant les ongles humains, mais M. brevicaulis a été isolé d'ongles sains et malades, ce qui indique qu'il pourrait être un contaminant inoffensif dans certaines situations, mais se comporter comme un agent pathogène opportuniste dans d'autres. 
On trouve aussi Alternaria en association avec Scopulariopsis brevicaulis dans des phaeohyphomycoses cutanées. 
Microascus brevicaulis est également connu pour provoquer des infections cutanées granulomateuses chez l'Homme. 
M. brevicaulis est considérablement plus dangereux (voire mortel) dans les situations où il parvient à contourner la peau et atteindre les tissus profonds. Le danger vient du fait que M. brevicaulis est un pathogène opportuniste multi-résistant. Dans le passé, ces types d'infections se produisaient principalement si une personne se perforait la peau avec un bâton ou subissait une forme similaire de traumatisme pouvant implanter M. brevicaulis sous la peau. Cependant, ces dernières années, il y a eu une augmentation du nombre auparavant rare de cas d'infections des tissus profonds résultant de M. brevicaulis. Dans les cas contemporains où une invasion tissulaire profonde s'est produite, les patients sont presque toujours immunodéprimés. On pense que l'incidence croissante de maladies comme le sida et le diabète, associée à des pratiques médicales comme la chimiothérapie et les traitements antibiotiques à large spectre, est principalement responsable de la création d'un grand nombre d'individus prédisposés à des infections potentiellement mortelles à M. brevicaulis.